# Polygonarea verhoeffi
Polygonarea verhoeffi är en mångfotingart som beskrevs av Dobroruka 1960. Polygonarea verhoeffi ingår i släktet Polygonarea och familjen storjordkrypare. Inga underarter finns listade i Catalogue of Life.